# Esteve I d'Hongria
Esteve I d'Hongria o sant Esteve (en hongarès: I. (Szent) István) (en llatí: Sanctus Stephanus) (Esztergom, Pannònia, cap al 969 - Székesfehérvár, Esztergom, 1038) va ser el fundador del Regne d'Hongria i el primer monarca regnant entre el 1000 i el 1038.

## Família
Era fill de Géza d'Hongria, Fejedelem (‘gran príncep magiar’) de la dinastia Árpád, i la reina Carlota. Durant el seu regnat, va implantar el cristianisme com a religió oficial i va convertir l'organització tribal dels magiars en un sistema feudal. El papa Gregori VII el va canonitzar el 1083, i és el sant patró d'Hongria.
Esteve era rebesnet d'Árpád (aprox. 850-907), líder de la tribu dels magiars que va liderar les tribus a les terres hongareses, convertint-se'n en el primer governant i fundador de la dinastia Árpád.
|  |                           |  |  |  |  |  |  |  |  |  |  |  |  |  |  |  |
|  | 16. Árpád d'Hongria       |  |  |  |  |  |  |  |  |  |  |  |  |  |  |  |
|  |                           |  |  |  |  |  |  |  |  |  |  |  |  |  |  |  |
|  |                           |  |  |  |  |  |  |  |  |  |  |  |  |  |  |  |
|  | 8. Zolta d'Hongria        |  |  |  |  |  |  |  |  |  |  |  |  |  |  |  |
|  |                           |  |  |  |  |  |  |  |  |  |  |  |  |  |  |  |
|  |                           |  |  |  |  |  |  |  |  |  |  |  |  |  |  |  |
|  | 4. Taksony d'Hongria      |  |  |  |  |  |  |  |  |  |  |  |  |  |  |  |
|  |                           |  |  |  |  |  |  |  |  |  |  |  |  |  |  |  |
|  |                           |  |  |  |  |  |  |  |  |  |  |  |  |  |  |  |
|  | 2. Géza d'Hongria         |  |  |  |  |  |  |  |  |  |  |  |  |  |  |  |
|  |                           |  |  |  |  |  |  |  |  |  |  |  |  |  |  |  |
|  |                           |  |  |  |  |  |  |  |  |  |  |  |  |  |  |  |
|  | 1. Esteve I d'Hongria     |  |  |  |  |  |  |  |  |  |  |  |  |  |  |  |
|  |                           |  |  |  |  |  |  |  |  |  |  |  |  |  |  |  |
|  |                           |  |  |  |  |  |  |  |  |  |  |  |  |  |  |  |
|  | 6. Gyula de Transsilvània |  |  |  |  |  |  |  |  |  |  |  |  |  |  |  |
|  |                           |  |  |  |  |  |  |  |  |  |  |  |  |  |  |  |
|  |                           |  |  |  |  |  |  |  |  |  |  |  |  |  |  |  |
|  | 3. Carlota                |  |  |  |  |  |  |  |  |  |  |  |  |  |  |  |
|  |                           |  |  |  |  |  |  |  |  |  |  |  |  |  |  |  |
|  |                           |  |  |  |  |  |  |  |  |  |  |  |  |  |  |  |

Esteve es va casar amb la princesa bavaresa Gisela, filla del duc Enric III de Baviera i Gisela de Borgonya. Van tenir tres fills, però només un, Emeric d'Hongria, va arribar a l'edat adulta, però morí l'any 1031 en una cacera. El succeí Pere Orseolo I, el fill de la seva germana.

### Hereu
Esteve va néixer amb el nom de Vajk al poble d'Estergom. Era fill del gran príncep dels magiars Géza i de la seva reina Carlota (Sarolta). Quan el seu pare volgué apropar-se al cristianisme el feu batejar, segons la llegenda per sant Adalbert de Praga, i rebé el nom d'Esteve (István) en honor del protomàrtir cristià.
Quan Esteve va arribar a l'adolescència, el seu pare va presentar-lo en assemblea com a hereu seu. Aquesta decisió contradeia els usos tribals dels magiars, que establien que el dret de successió corresponia al familiar proper de major edat del difunt príncep.
Vers l'any 995, Esteve es va casar amb Gisela de Baviera, filla d'Enric II de Baviera. D'aquesta manera, es convertia en germà polític del futur emperador del Sacre Imperi Enric II.

### Príncep
Després de la mort del seu pare, l'any 997, esclatà un conflicte successori entre Esteve i el seu tiet Koppány, un líder tribal de fe pagana que reclamava els seus drets d'acord amb els costums magiars. Els exèrcits dels dos pretendents es van enfrontar prop de Veszprém i Esteve en sortí victoriós, gràcies en part al contingent enviat pels seus aliats alemanys. Així, Esteve esdevingué Gran príncep dels magiars, tot i que algunes parts d'Hongria encara no l'acceptaven i mantenien els costums tribals i pagans.
Segons la tradició, en agraïment als esforços per la cristianització dels magiars, el papa Silvestre II (amb el consentiment de l'emperador Otó III) hauria enviat una corona d'or a Esteve acompanyada d'una carta reconeixent-lo com a rei cristià d'Hongria. Més tard, es va entendre que aquest fet marcava el reconeixement papal de la constitució d'Hongria com a regne independent del Sacre Imperi. Segons les fonts, la data de la coronació fou o el dia de Nadal de l'any 1000, o l'1 de gener del 1001.

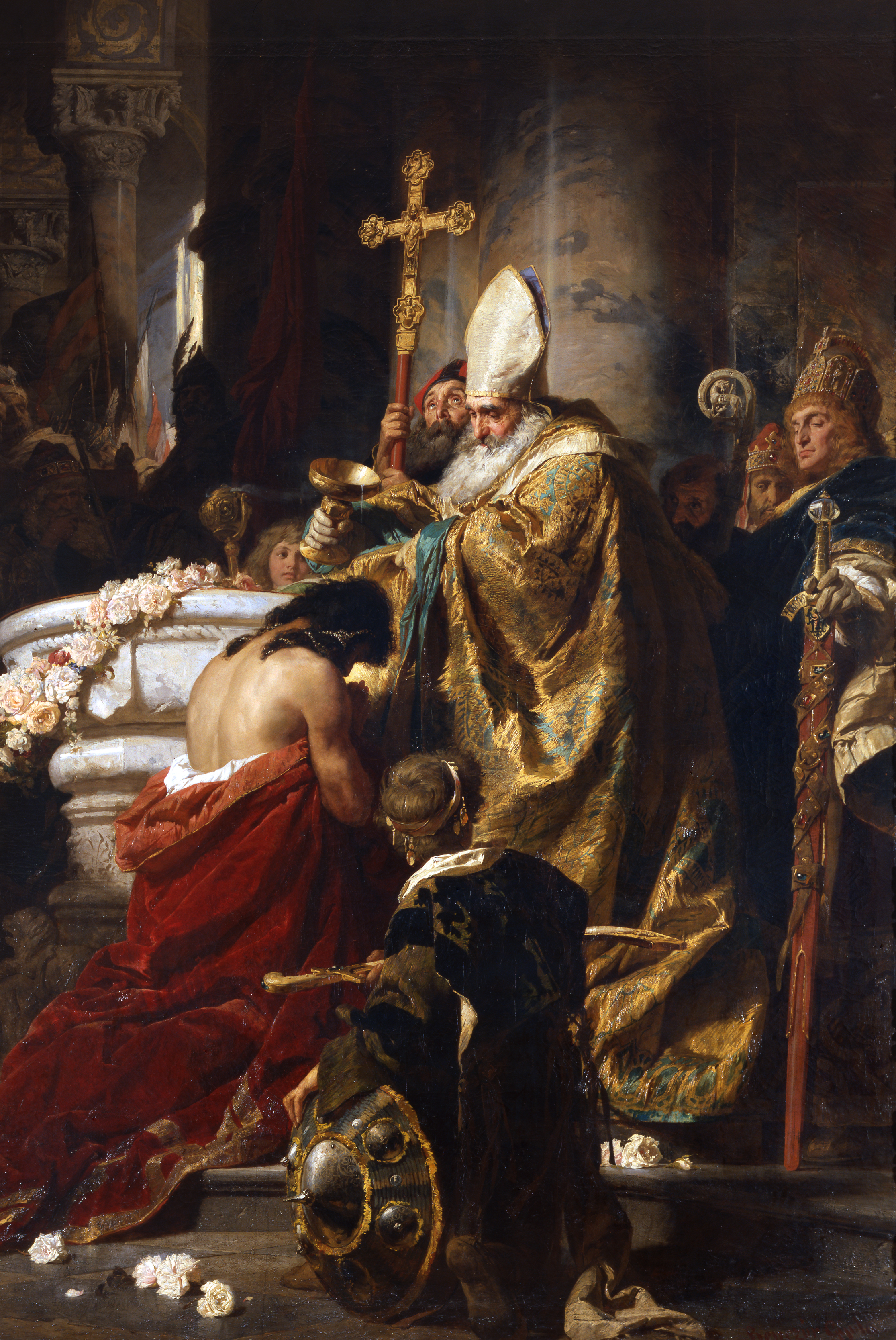
Baptisme de Vajk, B. Gyula
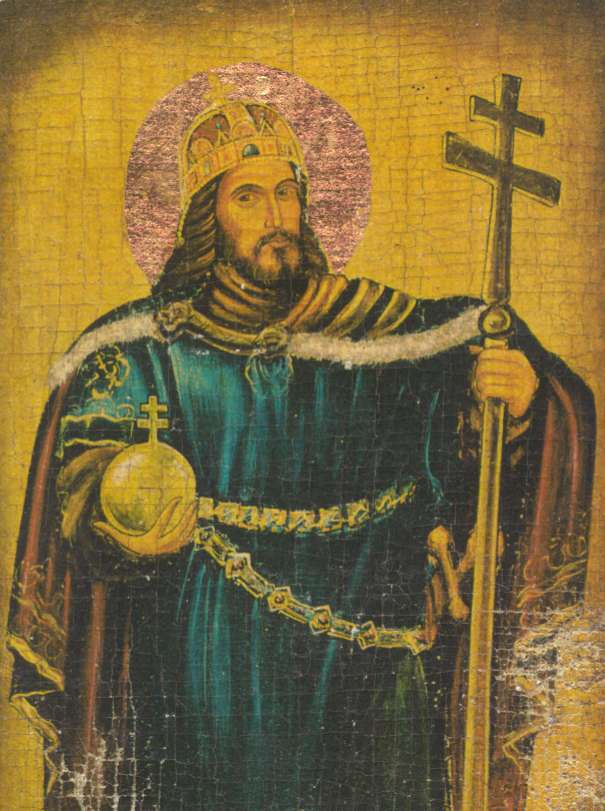
Sant Esteve
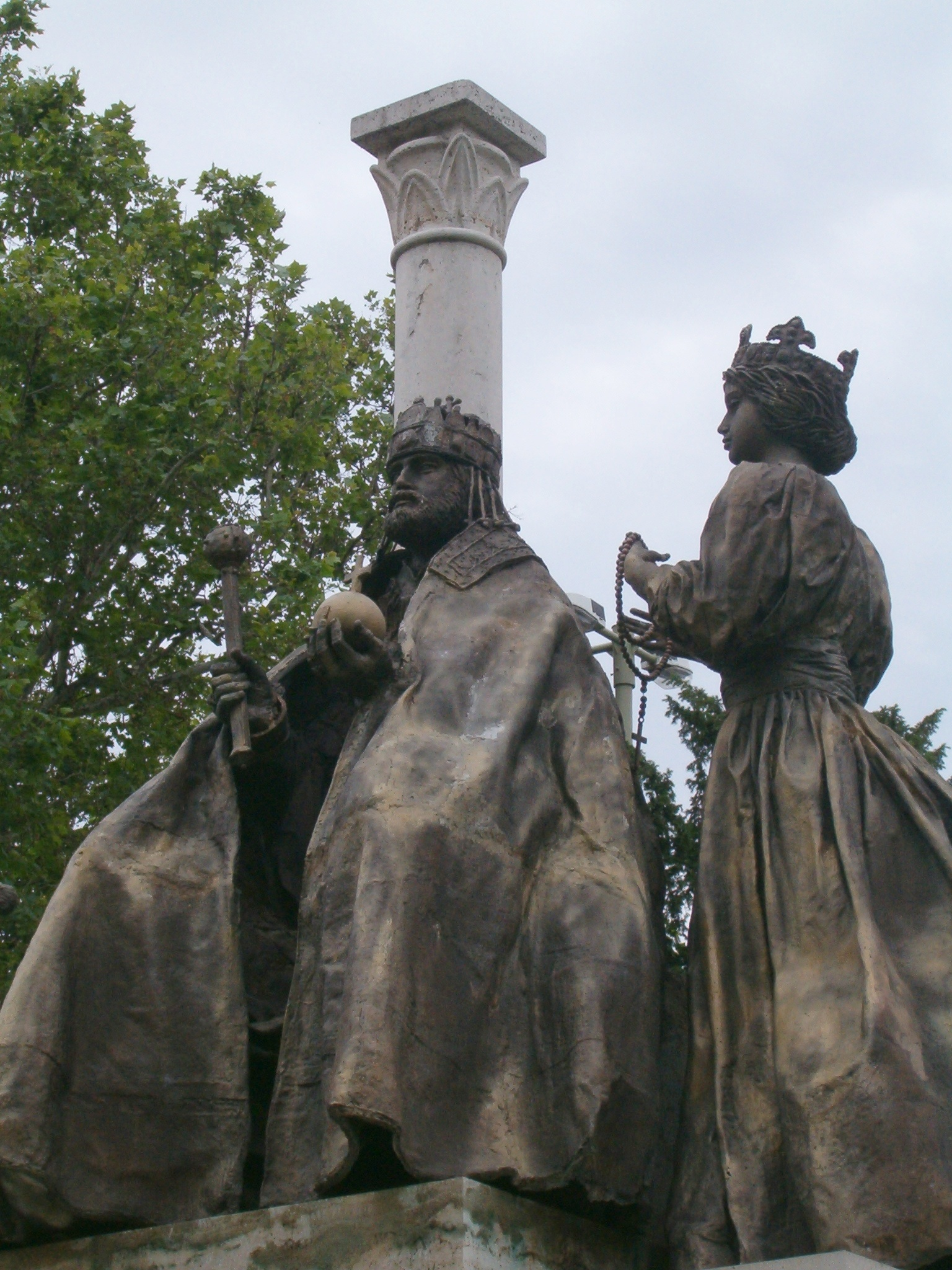
Estàtues d'Esteve i Gisela a Szeged
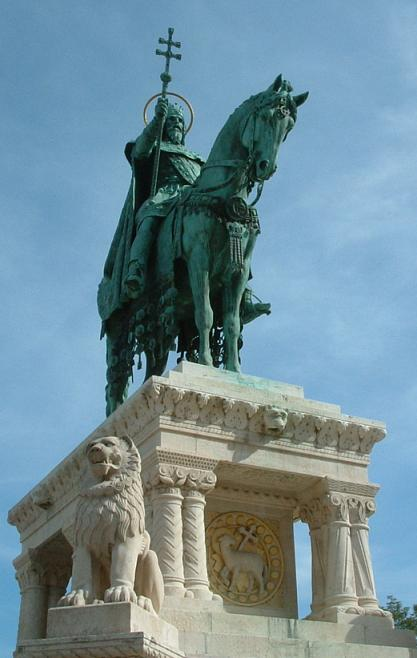
Estàtua d'Esteve I a Budapest

### Rei
Àtila apareix al controvertit còdex Chronicon Pictum, que cita Esteve com el primer rei dels hongaresos, tot i que també diu que seguia els «vells reis» Àtila i Nimrod.
Un cop coronat, Esteve I va fundar diverses diòcesis (Veszprém, Győr, Kalocsa…), organitzades sota l'arxidiòcesi d'Esztergom, independitzant-se d'aquesta manera del sistema eclesiàstic alemany. També va començar a estructurar el regne en comtats (comitatus, megye) imitant el model franc.
Esteve va intentar acabar amb els costums pagans i reforçar el cristianisme. El seu primer decret ordenava que cada deu pobles havien de construir una església. Va convidar sacerdots al regne per tal d'evangelitzar-lo, molts dels quals ocuparen càrrecs de confiança: l'arquebisbe Astrik actuà com a conseller, i el bisbe Gerard Sagredo fou el tutor del seu fill Emeric.
Vers l'any 1003, Esteve va envair Transsilvània, on el seu oncle matern Gyula governava com a capitost semiindependent. Esteve la va annexionar al regne convertint-la en la diòciesi de Transsilvània. Durant els anys següents, també ocuparia les terres dels magiars negres a la Transdanúbia, que formarien la diòcesi de Pécs. Finament, es creu que hauria negociat el matrimoni de la seva germana amb Samuel Aba, el capitost de les tribus kabar de la regió de Mátra. Als dominis del seu nou cunyat, Esteve hi va fundar la diòcesi d'Eger.
Esteve tenia intenció de cedir el regne al seu únic fill Emeric i retirar-se a un monestir a fer vida contemplativa, però l'any 1031 Emeric morí en un accident de cacera. Aquesta mort va passar factura a la salut d'Esteve, que perdé el seu vigor. Incapaç de trobar un hereu en qui pogués confiar el regne, va morir sense haver designat successor el dia de l'Assumpció del 1038.

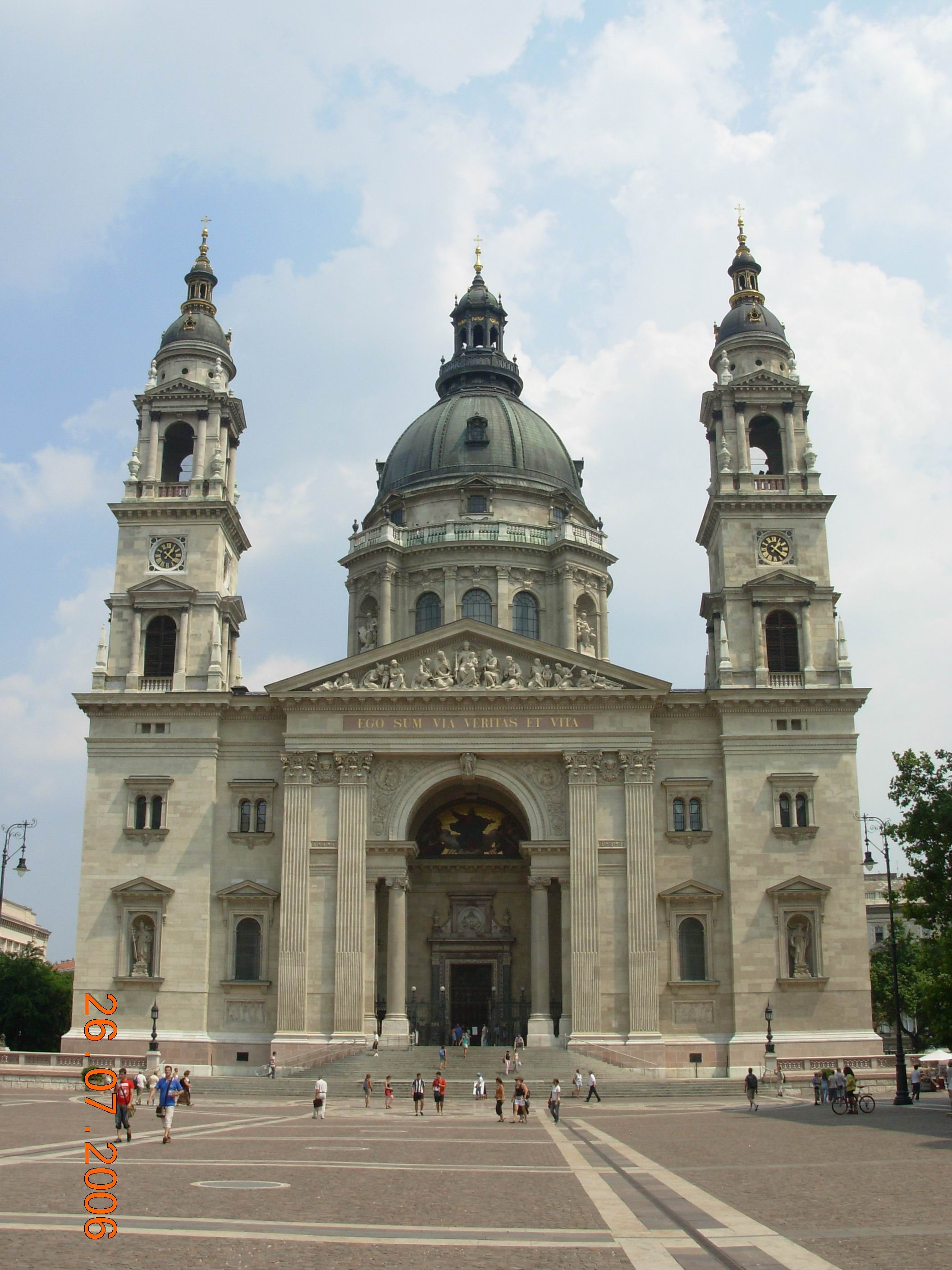
Basílica de Sant Esteve (Budapest)
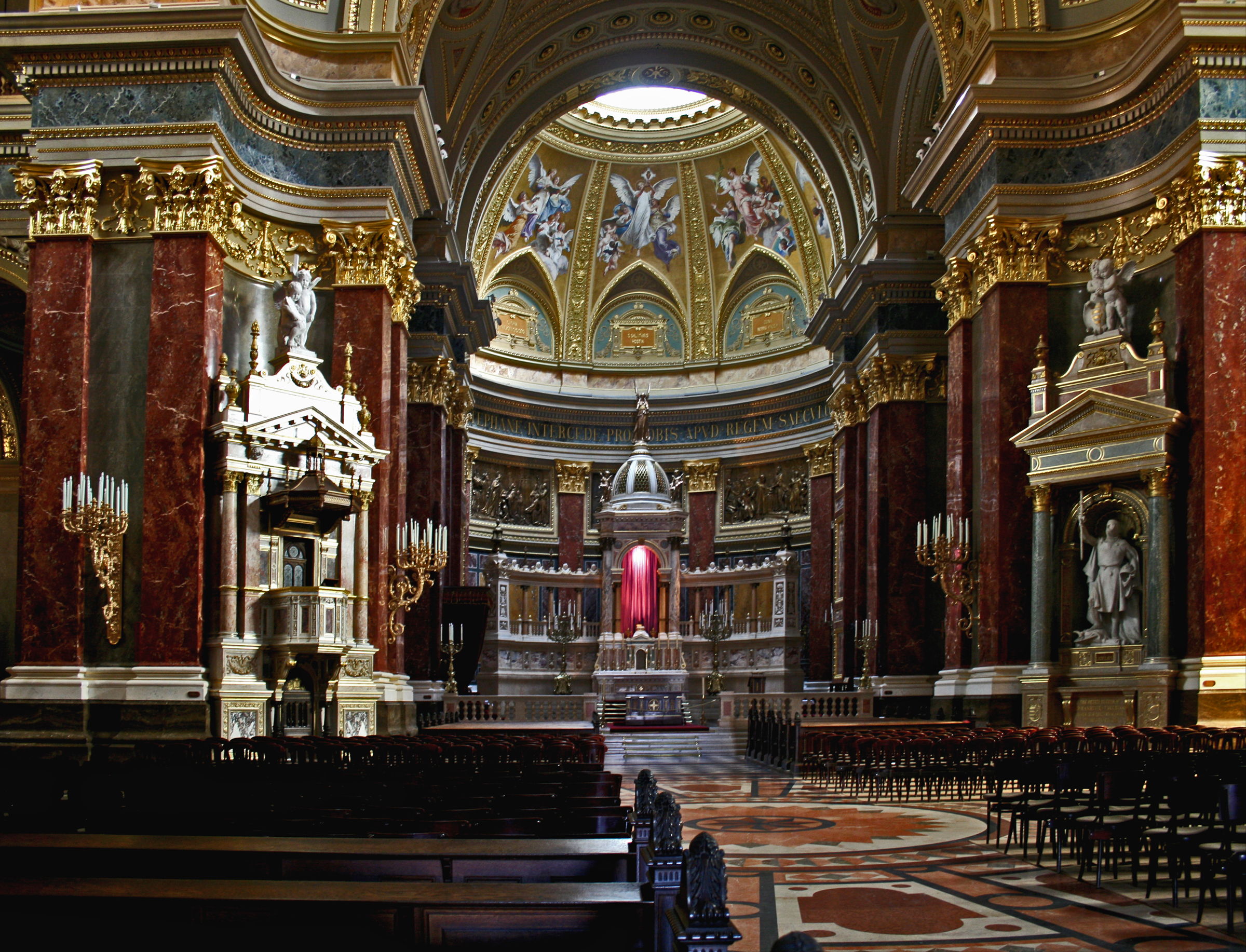
Interior de la catedral de Sant Esteve de Budapest
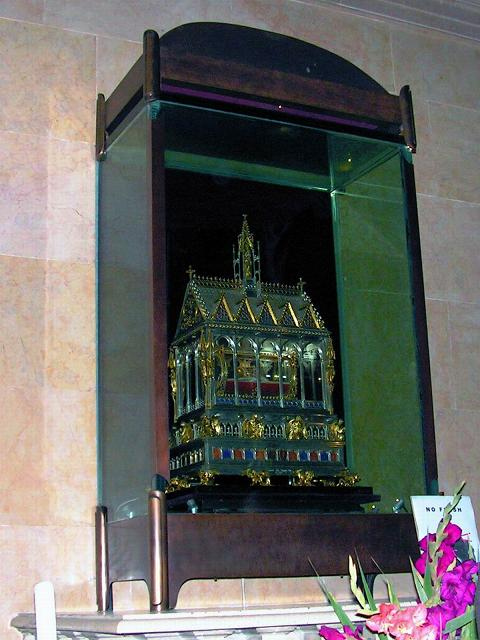
La Santa dreta, relíquia de la mà dreta del sant rei, momificada i conservada a la catedral de Budapest
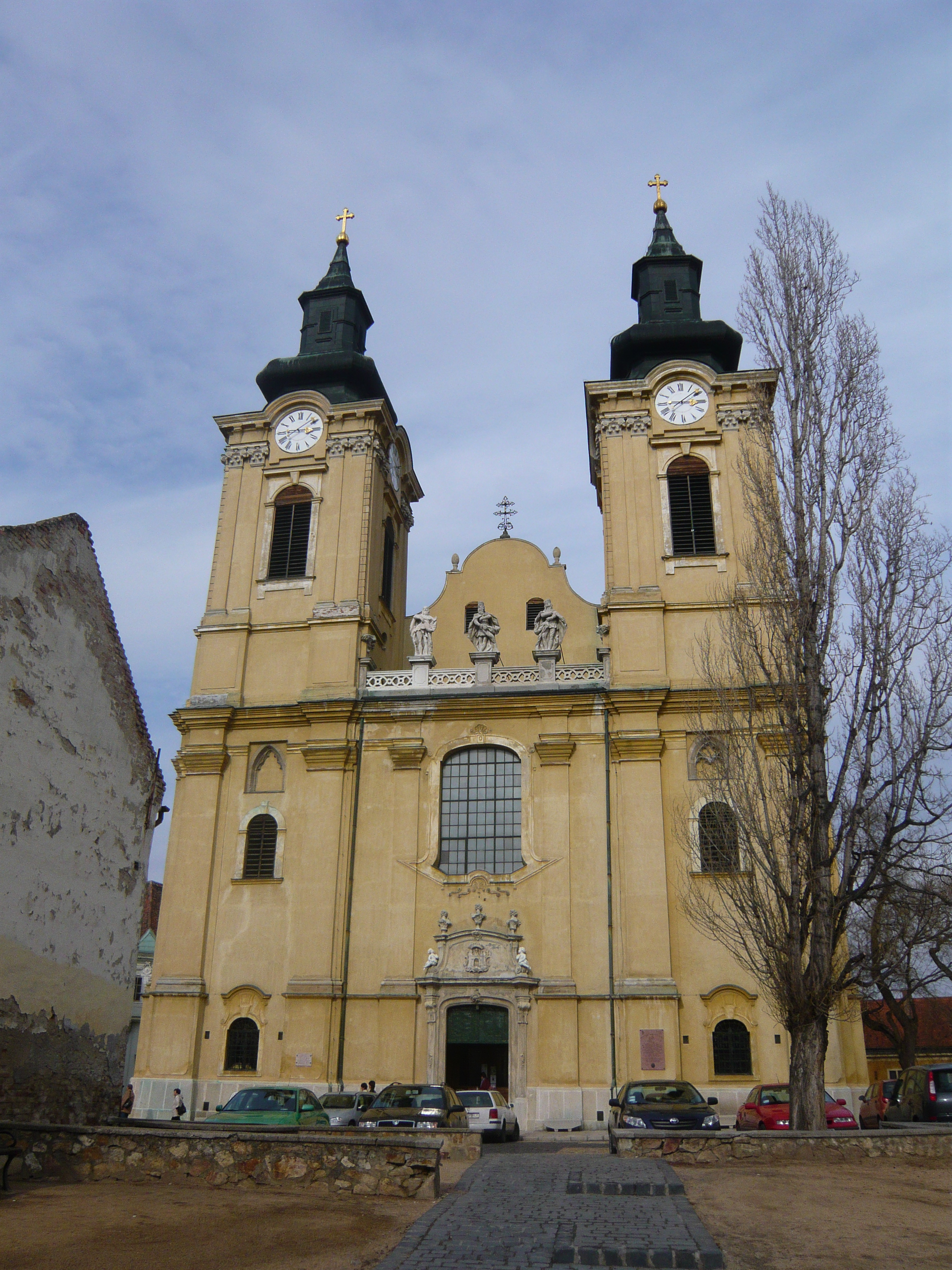
Catedral de Székesfehervar, edificada sobre l'antiga on havia estat enterrat el rei
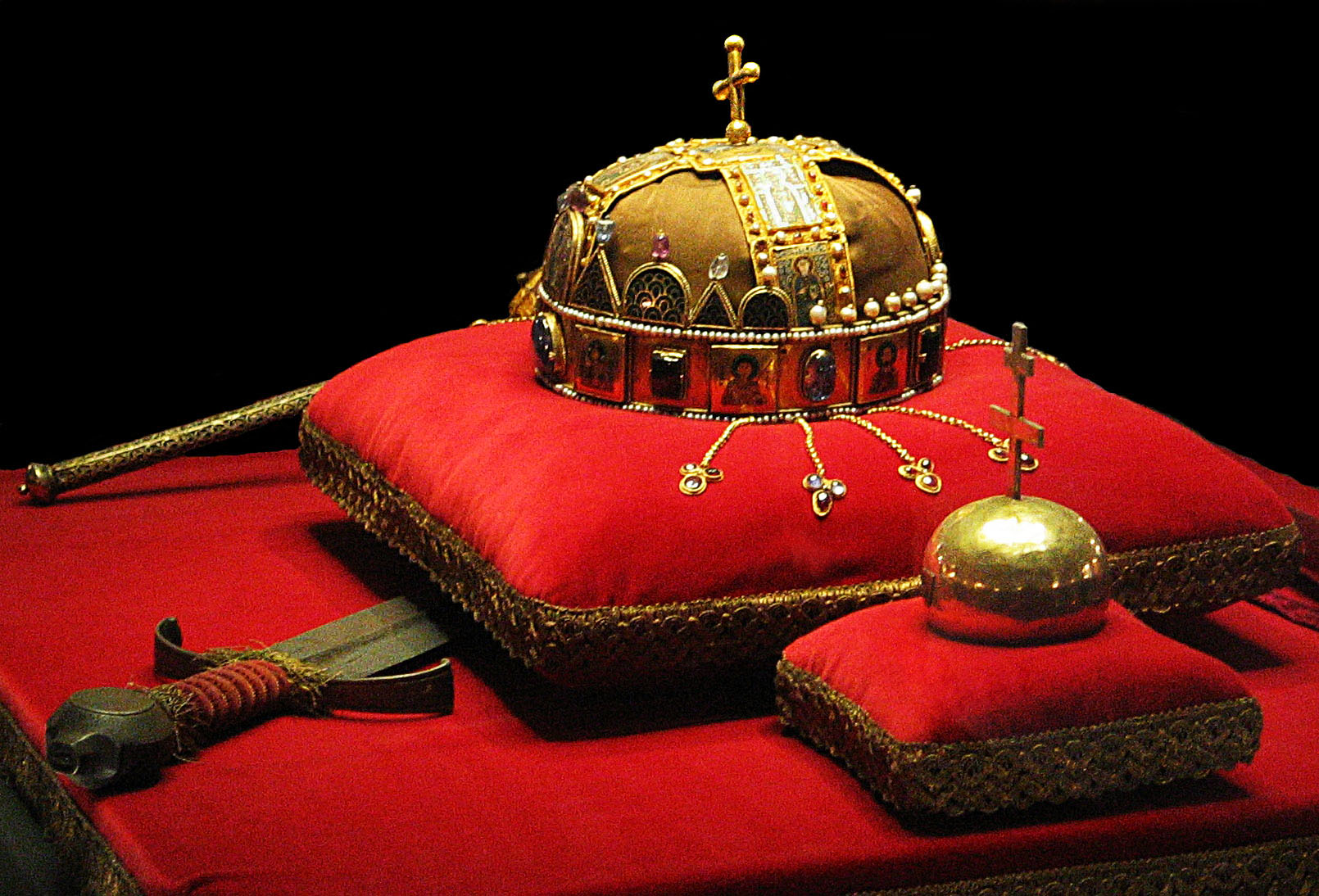
La corona de sant Esteve, insígnia reial hongaresa, que la tradició vol que sigui la que va oferir el rei a la Mare de Déu, amb les altres joies de la corona (Budapest, parlament)

## Canonització
Poc després de la mort d'Esteve, s'escamparen notícies de curacions miraculoses que tenien lloc a prop de la seva tomba. A petició del rei hongarès Ladislau I, l'any 1083 el papa Gregori VII el va canonitzar juntament amb el seu fill Emeric i el bisbe màrtir Gerard Sagredo (hongarès: Szent Gellért).
En el seu honor, s'aixecà la basílica de Sant Esteve a Budapest, on encara es conserva la seva mà dreta com a relíquia.
És el sant patró d'Hongria, dels reis, dels joves morts, dels paletes i els ciselladors. La seva festivitat se celebra el 16 d'agost, l'endemà de la seva mort, tot i que a Hongria se celebra el 20 d'agost per commemorar el dia en què les seves relíquies van ser traslladades a la ciutat de Buda.

## Llegat

### Fundador d'Hongria
La seva figura fou utilitzada com a referent polític en un primer moment pels monarques hongaresos i, posteriorment, pel moviment nacionalista d'aquest país durant el segle xix. Tot i que l'autenticitat és discutida, la corona del regne és coneguda com la corona de sant Esteve i és un dels símbols nacionals. Es troba exposada al parlament hongarès, a Budapest.
Esteve ha estat un tema recurrent en l'art hongarès, especialment amb el desenvolupament del nacionalisme. La seva preminència queda demostrada per quadres com El baptisme de Vajk (1875) de Gyula Benczúr, o el gran nombre d'estàtues del sant escampades per tot Hongria.
Ludwig van Beethoven va compondre, per encàrrec i com a música incidental per a una obra de teatre, una obertura i diverses peces (marxes, cors, etc.) per a El rei Esteve, que es va estrenar al teatre de Budapest el 1811. L'última òpera del compositor hongarès Ferenc Erkel és István király (El rei Esteve), de 1885.

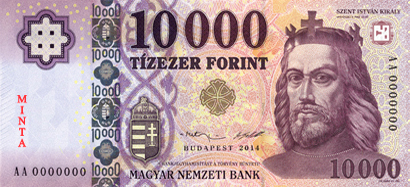
El rei Sant Esteve al bitllet hongarès de 10.000 florins (1998–)

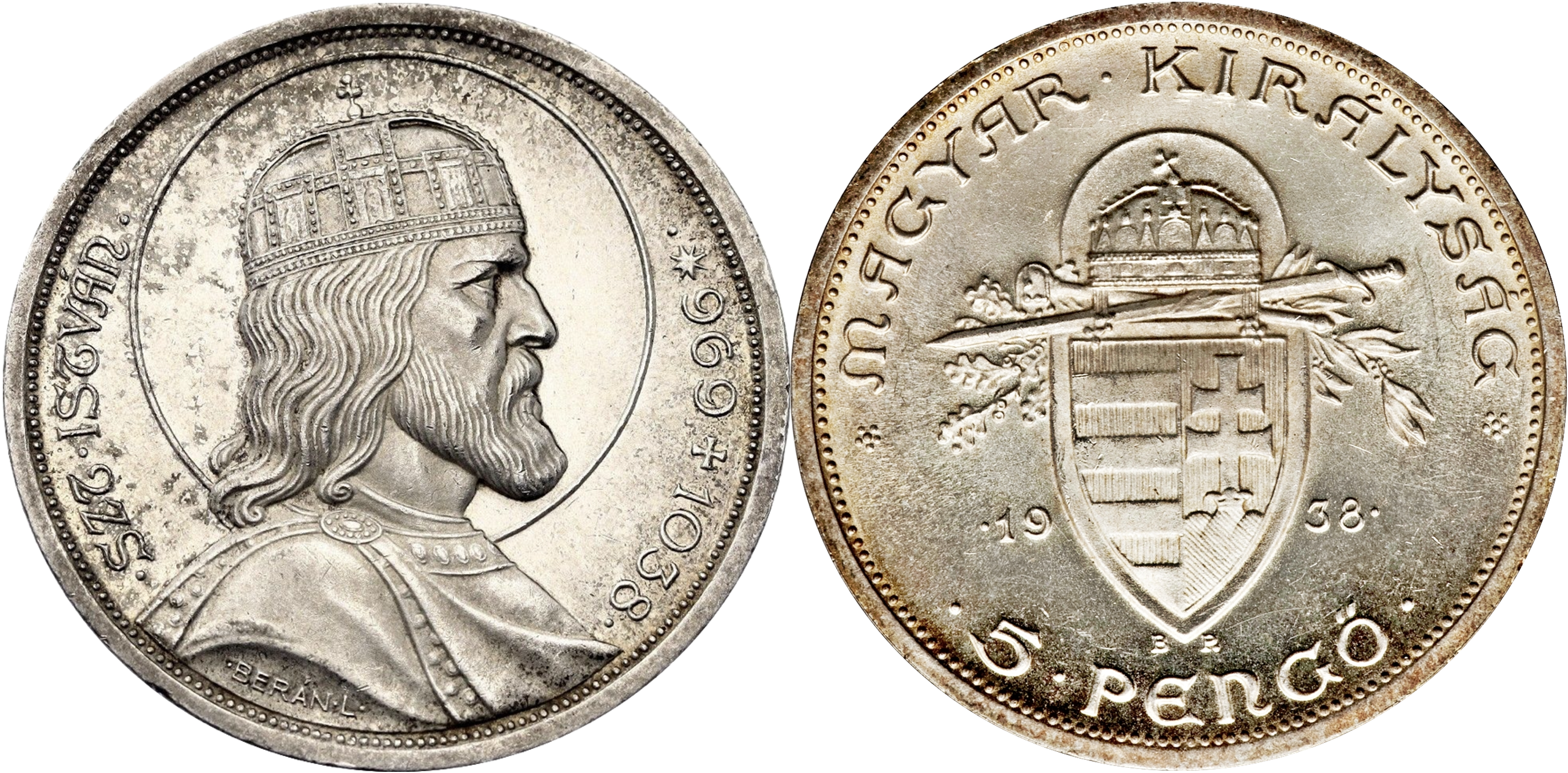
Moneda de plata: 5 Pengő, mort de Sant Esteve 1938

Esteve sempre ha estat considerat un dels homes d'estat més importants de la història d'Hongria. El seu principal assoliment va ser l'establiment d'un estat cristià que garantís la supervivència dels hongaresos a la conca dels Carpats, en contrast amb els huns, els àvars i altres pobles que abans havien controlat el mateix territori. Com subratlla Bryan Cartledge, Esteveo també va donar al seu regne quaranta anys de pau relativa i un govern sòlid però poc espectacular.
Els seus successors, inclosos els descendents de Vazul, estaven ansiosos per emfatitzar la seva devoció als assoliments d'Esteve. Encara que el fill de Vazul, Andreu I d'Hongria, va aconseguir el tron a causa d'un aixecament pagà, va prohibir els ritus pagans i va declarar que els seus súbdits havien de viure en totes les coses segons la llei que el rei Sant Esteve els havia ensenyat, segons la Crònica il·luminada del segle XIV. A l'Hongria medieval, les comunitats que reclamaven un estatus privilegiat o intentaven preservar les seves pròpies  llibertats sovint declaraven que l'origen del seu estatus especial s'havia d'atribuir al rei Sant Esteve. Un exemple és una carta de 1347 de la gent de Táp que explicava al rei les seves queixes contra l'arquebisbat de Pannonhalma i afirmava que els impostos que els cobrava l'abat contradeien la llibertat que se'ls va concedir en temps del rei Sant Esteve.

### Santedat
El culte a Esteve va sorgir després del llarg període d'anarquia que va caracteritzar el govern dels seus successors immediats. Tanmateix, no hi ha proves que Esteve es convertís en objecte de veneració abans de la seva canonització. Per exemple, el primer membre de la família reial que porta el seu nom, Esteve II, va néixer a principis del segle XII.
La canonització d'Esteve va ser iniciada pel net de Vazul, el rei Ladislau I d'Hongria, que havia consolidat la seva autoritat capturant i empresonant el seu cosí, Salomó.  Segons el bisbe Hartvic, la canonització va ser decretada per carta apostòlica, per ordre de la seu romana, suggerint que la cerimònia va ser permesa pel papa Gregori VII. La cerimònia va començar a la tomba d'Esteve, on el 15 d'agost de 1083 les misses de creients van començar tres dies de dejuni i pregària. La llegenda diu que el taüt d'Esteve no es va poder obrir fins que el rei Ladislau va mantenir a Salomó en captivitat a Visegrád. L'obertura de la tomba d'Esteve va ser seguida de l'ocurrència de miracles de curació, segons les llegendes d'Esteve. L'historiador Kristó atribueix les curacions o bé a la psicosi massiva o a l'engany. Les llegendes d'Esteve també diuen que les seves restes amb olor de bàlsam van ser elevades del taüt, que es va omplir d'aigua de color de rosa, el 20 d'agost. El mateix dia també foren canonitzats el fill d'Esteve, Emeric, i el bisbe de Csanád, Gerard.
La primera llegenda d'Esteve, l'anomenada Llegenda Major, va ser escrita entre 1077 i 1083. Proporcionava un retrat idealitzat del rei, un que es va dedicar i el seu regne a la Mare de Déu. No obstant això, la Llegenda menor d'Esteve —cap al 1100, sota el rei Coloman— emfatitzava la severitat d'Esteve. Una tercera llegenda, composta també durant el regnat del rei Coloman pel bisbe Hartvic, es basava en les dues llegendes existents. Aprovada el 1201 pel papa Innocenci III, l'obra de Hartvic va servir com a llegenda oficial d'Esteve. Gábor Klaniczay va escriure que les llegendes d'Esteve van obrir un nou capítol en les llegendes dels governants sants com a gènere, suggerint que un monarca pot assolir la santedat utilitzant activament els seus poders reials. Esteve va ser la primera milla triomfal Christi ('soldat de Crist') entre els monarques canonitzats. També era un rei confessor, aquell que no havia patit el martiri, el culte del qual va ser sancionat, en contrast amb els sants monarques anteriors.
El culte a Stephen es va estendre més enllà de les fronteres d'Hongria. Inicialment, va ser venerat principalment a Scheyern i Bamberg, a Baviera, però les seves relíquies també van ser portades a Aquisgrà, Colònia, Monte Cassino i Namur. Després de l'alliberament de Buda dels turcs otomans, el papa Innocenci XI va ampliar el culte del rei Sant Esteve a tota l'Església Catòlica Romana el 1686, i va declarar el 2 de setembre la seva festa. Com que la festa de Sant Joaquim es va traslladar, l'any 1969, del 16 d'agost, l'endemà immediatament posterior al dia de la mort d'Esteve, la festa d'Esteve es va traslladar a aquesta data. Esteve és venerat com el patró d'Hongria, i considerat com el protector dels reis, paletes, picapedrers, picapedrers i paletes, i també dels nens que pateixen greus malalties. La seva canonització va ser reconeguda pel patriarca ecumènic Bartomeu I de Constantinoble l'any 2000. En el calendari de l'Església catòlica hongaresa, la festa d'Esteve s'observa el 20 d'agost, dia en què les seves relíquies van ser traduïdes. A més, un dia de festa independent (30 de maig) està dedicat al seu Sant Dexter.

### Sant Dexter

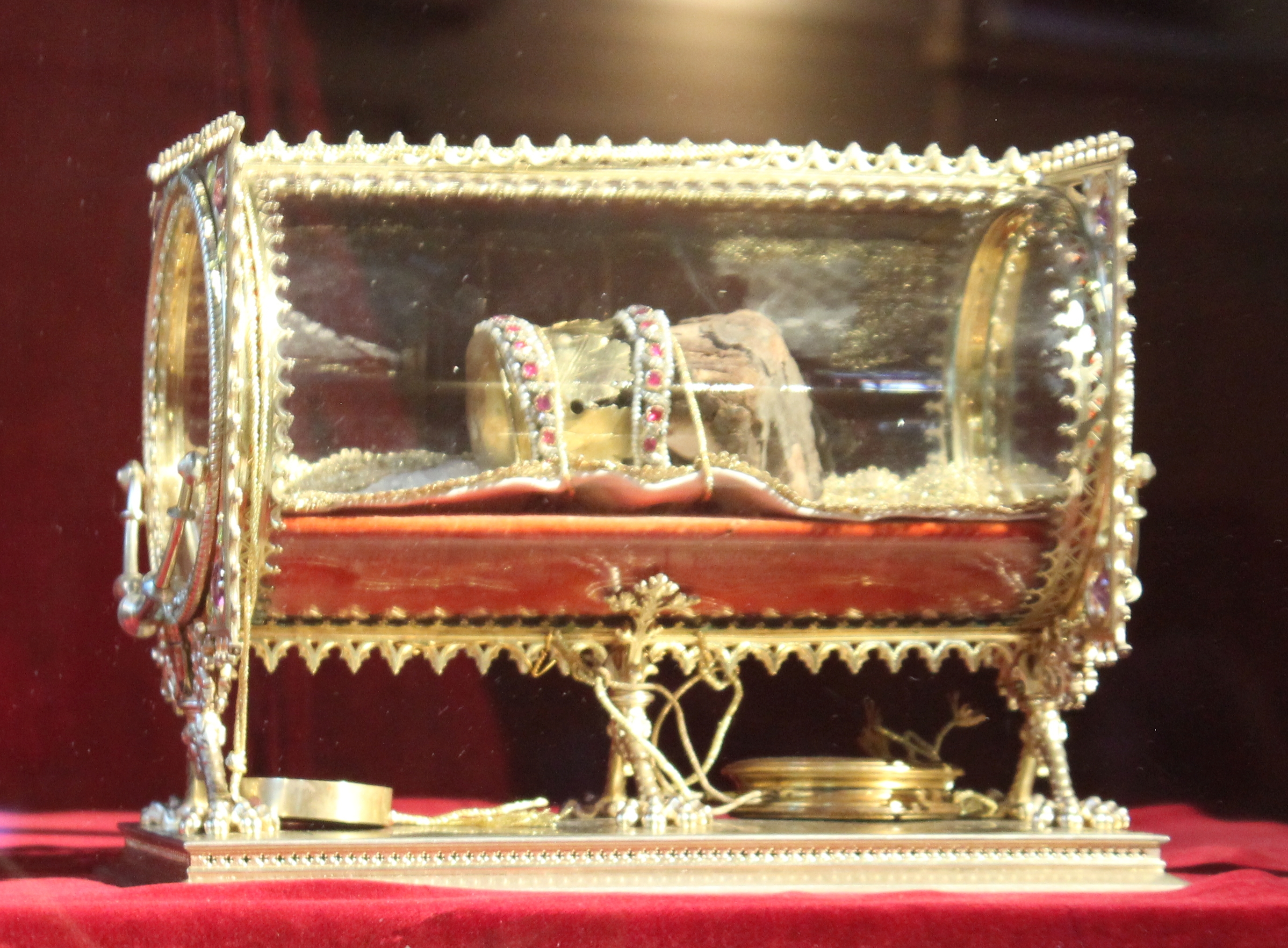
El Sant Dexter exposat a la basílica de Sant Esteve, Budapest

El destre intacte o mà dreta d'Stephen (hongarès: Szent Jobb), es va convertir en objecte de culte.  Un clergue anomenat Mercurius la va robar, però es va descobrir el 30 de maig de 1084 al comtat de Bihar. El robatori de relíquies sagrades, o furta sacra, s'havia convertit en aquell moment en un tema popular de les biografies dels sants. El bisbe Hartvic va descriure el descobriment de la mà dreta de Stephen d'acord amb aquesta tradició, fent referència a aventures i visions. Una abadia erigida al comtat de Bihar (ara Sâniob, Romania) va rebre el nom i va ser dedicada a la veneració del Sant Dexter.
| «                                          | Per què, germans, els seus altres membres s'havien desarticulat i, la seva carn reduïda a pols, totalment separada, només la mà dreta, la seva pell i els seus tendons adherint-se als ossos, preservada la bellesa de la totalitat? Suposo que la inescrutabilitat del judici diví pretenia proclamar per la naturalesa extraordinària d'aquest fet ni més ni menys que l'obra de l'amor i l'almoina supera la mesura de totes les altres virtuts... La mà dreta del beneït era merescudament exempt de la putrefacció, perquè sempre reflorint de la flor de la bondat mai va estar buit de donar regals per nodrir els pobres. | » |
| — Hartvic, Life of King Stephen of Hungary | |   |

El Sant Dexter es va mantenir durant segles a l'abadia de Szentjobb, excepte durant la invasió mongola de 1241 i 1242, quan va ser traslladat a Ragusa (actual Dubrovnik, Croàcia). Aleshores, la relíquia va ser portada a Székesfehérvár cap al 1420. Arran de l’ocupació otomana dels territoris centrals del Regne d'Hongria a mitjan segle xvi, va ser custodiat en molts llocs, entre ells Bòsnia, Ragusa i Viena. Va ser retornat a Hongria el 1771, quan la reina Maria Teresa el va donar al claustre de les Germanes de Loreto a Buda. Va ser guardat a la capella de Sant Segimon del castell de Buda entre el 1900 i el 1944, en una cova prop de Salzburg el 1944 i el 1945, i de nou per les Germanes de Loreto a Buda, entre el 1945 i el 1950. Finalment, des de 1950, el Sant Dexter es troba a la basílica de Sant Esteve de Budapest. L'any 1938 es va instituir una processó anual per celebrar la relíquia, que va continuar fins al 1950, quan la processó va ser prohibida pel govern comunista. Es va reprendre el 1988.

### Admonicions
Segons la Llegenda Major d'Esteve, el rei mateix va compilar un llibre per al seu fill sobre educació moral. Aquesta obra, ara coneguda com a Admonitions o De institutione morum, es va conservar en manuscrits escrits a la baixa edat mitjana. Tot i que els estudiosos debaten si realment es pot atribuir al rei o a un clergue, la majoria d'ells coincideixen que va ser compost a les primeres dècades del segle XI. 
Les Admonicions argumenten que la reialesa està inseparablement relacionada amb la fe catòlica. L'autor va destacar que un monarca està obligat a fer donacions a l'Església i consultar regularment els seus prelats, però té dret a castigar els clergues que fan mal. Una de les seves idees bàsiques era que un sobirà ha de cooperar amb els pilars del seu govern, és a dir, els prelats, aristòcrates, ispáns i guerrers.
| «                                          | Fill meu estimat, si voleu honrar la corona reial, us aconsello, us aconsello, us exhorto sobretot a mantenir la fe catòlica i apostòlica amb tanta diligència i cura que siguis un exemple per a tots els que et posseeixen sota teu Déu, i que tot el clergat et digui amb raó un home de veritable professió cristiana. Si no ho fas, pots estar segur que no t'anomenaran cristià o fill de l'Església. En efecte, al palau reial, després de la fe mateixa, l'Església ocupa el segon lloc, primer constituïda i difosa per tot el món pels seus membres, els apòstols i els sants pares, i encara que sempre va produir descendència fresca, tanmateix en uns quants llocs és considerada com a antiga. Tanmateix, fill estimat, encara ara al nostre regne l'Església es proclama jove i recentment plantada; i per això necessita guardians més prudents i dignes de confiança perquè no sigui destruït i aniquilat per la vostra ociositat, indolència o negligència un benefici que la divina misericòrdia ens va atorgar immerescudament.. | » |
| — Admonicions d'Esteve al seu fill, Emeric | |   |

### En els arts

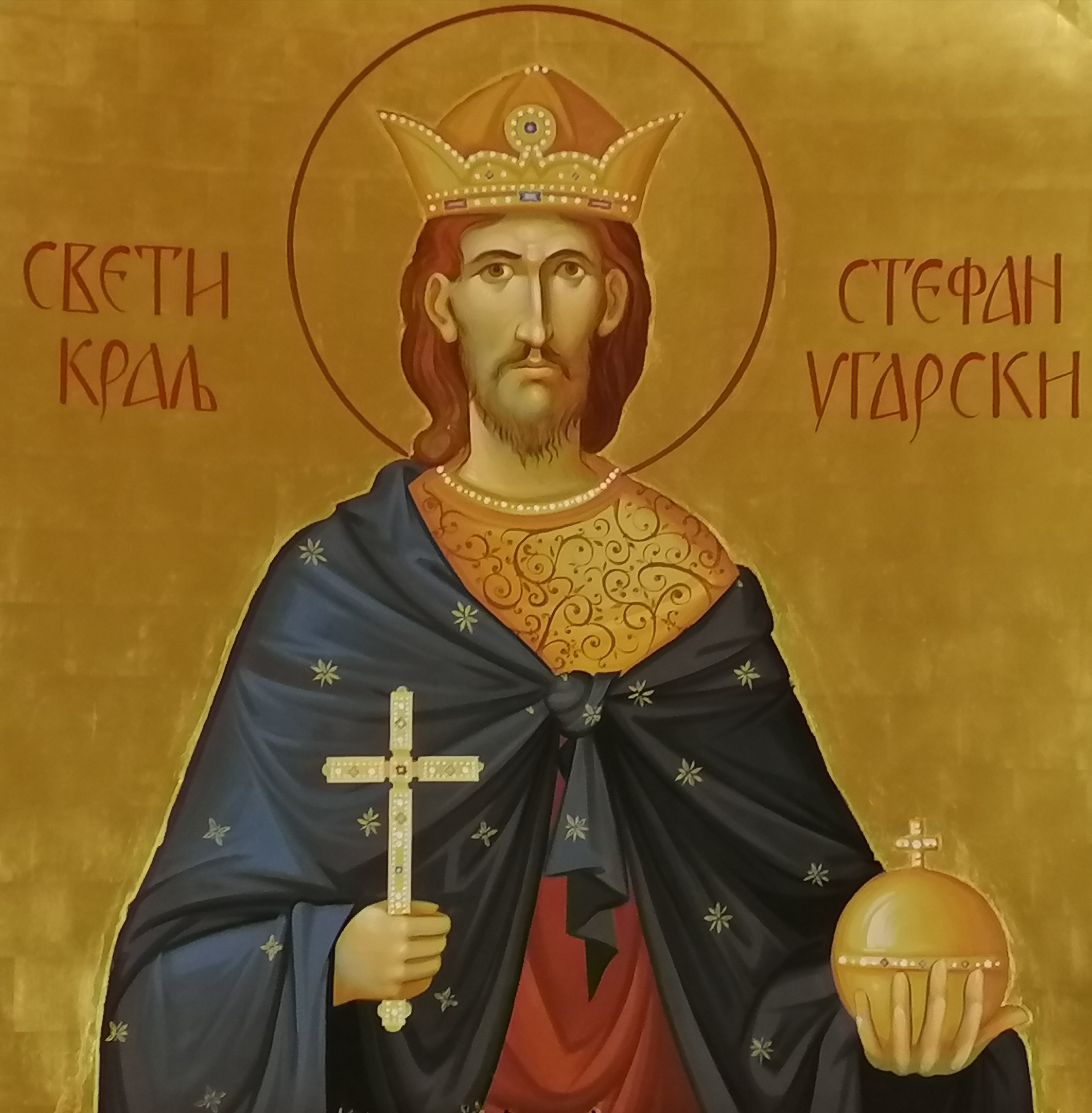
Església de Sant Sava, Belgrad

El rei Sant Esteve ha estat un tema popular en la poesia hongaresa des de finals del segle XIII. Els primers poemes eren himnes religiosos que representaven el sant rei com l'apòstol dels hongaresos. La poesia profana, especialment els poemes escrits per a la seva festa, va seguir un patró similar, emfatitzant el paper d'Esteve com el primer rei d'Hongria. Els poetes van descriure Esteve com el símbol de la identitat nacional i la independència i de la capacitat de la nació hongaresa per sobreviure als cataclismes històrics durant el règim comunista entre 1949 i 1989.
Un himne popular, encara cantat a les esglésies, es va gravar per primera vegada a finals del segle XVIII. Aclama el rei Sant Esteve com a estrella radiant dels hongaresos. Ludwig van Beethoven va compondre la seva Obertura del rei Esteve per a la inauguració del teatre hongarès de Pest el 1812. Segons el músic James M. Keller, [l]es unisons descendents que obren l'Obertura del Rei Esteve semblarien prefigurar l'obertura de la Novena Simfonia ...[i] després un tema posterior, introduït per flautes i clarinets, sembla gairebé una variació de la famosa melodia de l'Oda 'To Joy' del final de la Novena Simfonia. El compositor hongarès Ferenc Erkel va batejar la seva darrera òpera completa de 1885, István király ('El rei Esteve'). El 1938, Zoltán Kodály va escriure una peça coral titulada Ének Szent István Királyhoz ('Himne al rei Esteve'). El 1983, Levente Szörényi i János Bródy van compondre una òpera rock —István, a király («Stephen, el Rei»)— sobre els primers anys del seu regnat. Disset anys més tard, l'any 2000, Szörényi va compondre una seqüela anomenada Veled, Uram! ('Vostè, Senyor').

## Iconografia
S'acostuma a representar com un rei medieval, coronat amb la corona de sant Esteve i portant la creu patriarcal de doble travesser, símbols nacionals d'Hongria que figuren a l'escut del país.
Obresː
- Estàtua eqüestre al Castell de Buda (Budapest)
- Estàtua a la plaça dels Herois de Budapest
- Estàtua a l'altar major de la basílica de Sant Esteve de Budapest